# Christian Møller Pedersen
Christian Møller Pedersen (Holstebro, 27 oktober 1889 - Kopenhagen, 22 maart 1953) was een Deens turner. 
Pedersen won met de Deense ploeg de gouden medaille in de landenwedstrijd vrij systeem tijdens de Olympische Zomerspelen 1920.

## Resultaten

### Olympische Zomerspelen
| Jaar | Plaats    | Resultaten                         |
| ---- | --------- | ---------------------------------- |
| 1920 | Antwerpen | in de landenwedstrijd vrij systeem |